# خيرونيمو دي لا غاندارا
خيرونيمو دي لا غاندارا (بالإسبانية: Jerónimo de la Gándara)‏ هو مهندس معماري إسباني، ولد في 1825 في Ceceñas ‏ في إسبانيا، وتوفي في 1877 في مدريد في إسبانيا.